# Merel Hofman
Merel Hofman (Bleiswijk, 4 januari 1998) is een voormalig wielrenster uit Nederland.
In 2015, op de Nederlandse kampioenschappen baanwielrennen werd Hofman derde bij het onderdeel derny en tweede bij de ploegenachtervolging.
Vanaf 2018 reed ze bij het clubteam Swabo Ladies, dat in 2019 verder ging als UCI-team Biehler Krush Pro Cycling. Na 2020 beëindigde ze haar wielerloopbaan.
Merel Hofman is de jongere zus van Leon Hofman.